# آرثر اولسن
آرثر اولسن (بالإنجليزية: Arthur Olsen)‏ هو سياسي أمريكي، ولد في 13 فبراير 1914 في شيكاغو في الولايات المتحدة، وتوفي في 8 أغسطس 2014 في لاس فيغاس في الولايات المتحدة. حزبياً، نشط في الحزب الديمقراطي.